# CargoSprinter
貨運速遞者（CargoSprinter）是由德國溫德霍夫公司（Windhoff GmbH）在1990年代中期设计的一種货运柴聯車，原始目標為运输货物。 
最初为德国铁路（Deutsche Bahn）制造了7組。其中四組由Windhoff制造，稱為DB690型。另外三組極其相似的車組由塔爾博特鐵路車輛廠（Waggonfabrik Talbot（'Talbot Talion'））建造，稱為DB691型。不過此設計後來並未用於貨運，反倒是用於其他特別用途，包括隧道救援火车。
其改型車稱為多用途车（Multi Purpose Vehicle），已經銷售到多國作為基础设施維護列車和救援列車，主要供铁路設施維修公司使用，包括英国（Railtrack；轨道维护和架空線維修），瑞士（专用隧道营救和消防用），以及荷兰和台湾（维护高速鐵路用）。

## 历史与设计
溫德霍夫公司于1996年与货运公司德鐵信可鐵路和法蘭克福機場管理公司（Fraport）联合开发本型車。設計概念是自身帶有動力的貨櫃列車，具備較高的極速期使運行時不致阻礙客運服務。一組車由五節貨櫃運輸車廂永久连接所組成（容量约10 TEU），两端各有驾驶室，引擎置於車架下，且能與其他同型車重聯運轉。原型車在12个月内从概念阶段进入生产。  
這個概念當時看來相當樂觀，因為它能提供比傳統貨運列車快速又有效率的运输。最初建造了7組车（1997年），用于德国铁路公司的试验。可惜在商業實際運作時并不成功。后来经改装后用于特殊用途，例如隧道救援，和混合动力货运列车。
不過這個设计作为路線維修與救援列車卻頗受歡迎：1998年，温德霍夫从英国铁路轨道公司获得了五千七百萬德國馬克的订单，銷售了25辆由貨運速遞者衍生的车組，即与AMEC铁路公司联合开发的多用途车（MPV），用于基础设施维护，包括铁路除冰和铁路轨头处理，2000年又銷售了7組。
其他基于Windhoff MPV的设计包括专用的消防和隧道救援列车（瑞士；2003年，奥地利；2004年），以及用于电线更新和架空线布設的工程列車。（英国； 2000年，2011年）

### 台湾
在2007/8年度，Windhoff制造銷售了六辆MPV衍生车供作台湾高铁路線的基础设施维护工作。